# Z 11500
,,
Les Z 11500 sont des automotrices électriques de la SNCF, destinées au service voyageurs omnibus dans l'est de la France.

## Description
- Ces 22 rames à deux caisses, construites par De Dietrich, font partie de la famille des « Z2 » au même titre que les Z 7300, Z 7500, Z 9500 et Z 9600. Ce matériel à un seul niveau fonctionne sous courant monophasé 25 kV-50 Hz.

## Remarques particulières
- Ces 22 automotrices ont toujours été affectées au seul dépôt de Thionville.
- Les CFL possèdent également 22 Z2 monophasées, les séries 2000, pour leur service intérieur et autrefois pour leur participation aux relations Métrolor de la ligne Luxembourg – Metz – Nancy.
- Depuis début 2022, l'ensemble de la série Z2 fait l'objet d'un arrêt commercial à la suite de la présence d'amiante[4] dénoncée par un syndicat de la région Nouvelle-Aquitaine. La série Z 11500 fait quant à elle l'objet d'une remise à niveau depuis 2022 afin de permettre la remise en service de l'ensemble des automotrices restantes.

## Services effectués
- Thionville – Metz – Nancy
- Metz – Rémilly
- Metz – Forbach
- Metz – Sarrebourg – Strasbourg
- Metz – Charleville-Mézières – Reims
- Metz – Hagondange – Conflans - Jarny
- Nancy – Toul
- Nancy – Neufchâteau
- Nancy – Longwy
- Nancy – Sarrebourg – Strasbourg
- Nancy – Bar-le-Duc
- Nancy – Saint-Dié-des-Vosges
- Nancy – Remiremont
- Strasbourg – Saverne (jusqu'en septembre 2016) – Sarrebourg
- Strasbourg – Erstein – Sélestat (jusqu'en septembre 2016)
- Reims – Épernay

(liste non exhaustive)

## Dépôts titulaires
Au 14 décembre 2018, 13 des 22 rames Z 11500 appartiennent toutes à la région Grand-Est et circulent essentiellement dans l'ancienne région Lorraine.

## Effectif
Au 20 novembre 2024, environ 13 rames circulent toujours en région Grand-Est, principalement sur l'axe Nancy - Épinal - Remiremont et plus occasionnellement sur Nancy - Metz - Thionville - Forbach, aussi bien sur des express que des omnibus, aux côtés des AGC et Z 24500.

## Modélisme
- Cette automotrice a été reproduite en HO par la firme Jouef en Z 9500.
- Piko l'a également reproduite aux couleurs de la région Lorraine, en série limitée.

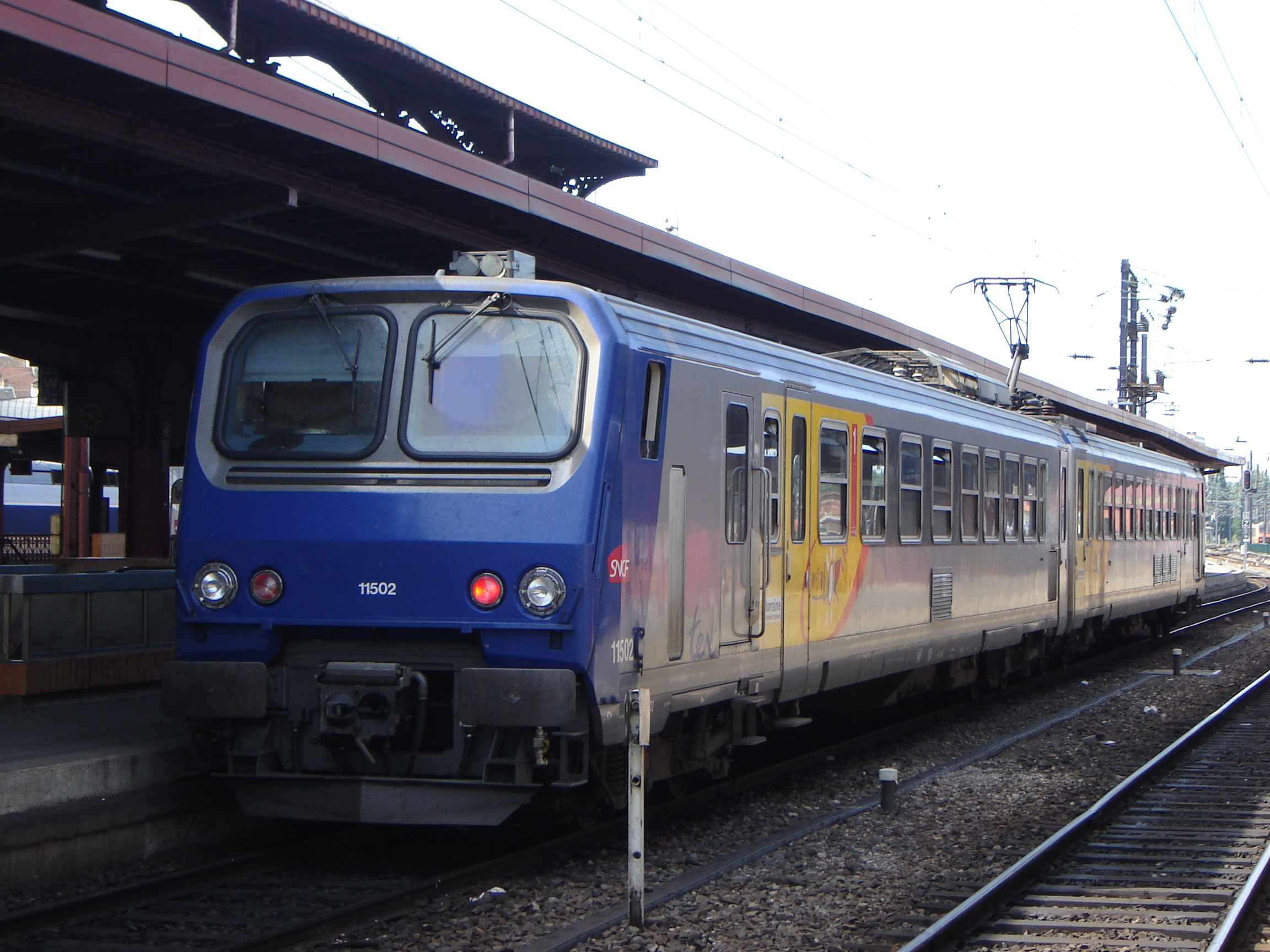
Une Z 11502 en livrée Métrolor.

## Sources